# Хамиси, Ахмед
Ахмед Абд ар-Рахман аль-Хами́си (англ. Ahmad Al-Khamisi полное имя; род. 28 января 1948, Каир) — египетский журналист и писатель.

## Биография
Ахмед аль-Хамиси родился 28 января 1948 года в Каире в интеллигентской семье со средним достатком. Мать — учительница, а отец Абд ар-Рахман аль-Хамиси — известный египетский поэт и журналист.
Ахмед аль-Хамиси начал журналистскую карьеру в 1964 году.
Первые произведения аль-Хамиси напечатали уже в следующем, 1965 году — короткие рассказы в журналах Sabah Al-Kheer («Доброе утро!») и Al-Qessa.
Известный в то время литератор Юсуф Идрис ввел аль-Хамиси в журнал Al-Kateb.
Первый сборник рассказов Ахмеда аль-Хамиси «Мечты, Птица, Карнавал» увидел свет в 1967 году, он попробовал себя и в киносценаристике, написав сценарий к ленте «Респектабельные семьи» (1968).
В феврале 1968 года Ахмед аль-Хамиси был арестован за участие в студенческой демонстрации, его осудили и посадили на 2 с половиной года. Из тюрьмы аль-Хамиси освободили в 1971 году.
В 1972 году произошел крутой виток карьеры аль-Хамиси, который во многом определил его дальнейшую судьбу, — он покинул Египет и отправился продолжать учебу в СССР. Там, в Московском государственном университете, он хорошо освоил русский и получил кандидатскую степень в области русской литературы (1992).
В это же время аль-Хамис работал корреспондентом для Радиослужбы Абу-Даби (Abu Dhabi broadcasting service, 1989-1998), для эмиратской газеты Al Itihad (1991-1998) и для египетских журналов Al-Ahaly и Al-Yasar.
Ахмед аль-Хамиси является членом Союза журналистов Египта и Союза писателей Египта, печатается в ряде египетских и арабских журналов преимущественно на политическую тематику, а также по вопросам культуры.

## Творчество
Собственные произведения Ахмеда аль-Хамиси — это преимущественно новеллы и общественно-политическая публицистика:
- «Москва слезам верит» (статьи, 1991)
- «Война в Чечне» (статьи, 1996)
- «Кусок ночи» (сборник коротких рассказов, 2004)
- Закрытые двери между коптами и мусульманами в Египте (статьи, 2008).

Ахмед аль-Хамиси известен и как переводчик с русского — как классических произведений, так и публицистики.